# 中国国际高新技术成果交易会
中国国际高新技术成果交易会（英文：China Hi-Tech Fair，缩写CHTF）简称高交会，创办于1999年，是目前中华人民共和国规模最大、最具影响力的科技类展会，有“中国科技第一展”之称。该展会每年的11月16日至21日在深圳举行，由多个中国高级政府部门、科研单位及深圳市人民政府共同主办。深圳高交会的前身是深圳荔枝节。
2021年11月6日，因2019冠状病毒病中国大陆疫情形势，原定于2021年11月17日至21日在深圳会展中心举办的第二十三届高交会延期举办。后延期至12月下旬举办，其中线下展会12月27—29日举办，展期3天，在深圳会展中心（福田）和深圳国际会展中心（宝安）同时举办；线上展会12月27—31日举办，展期5天。

## 展会地点

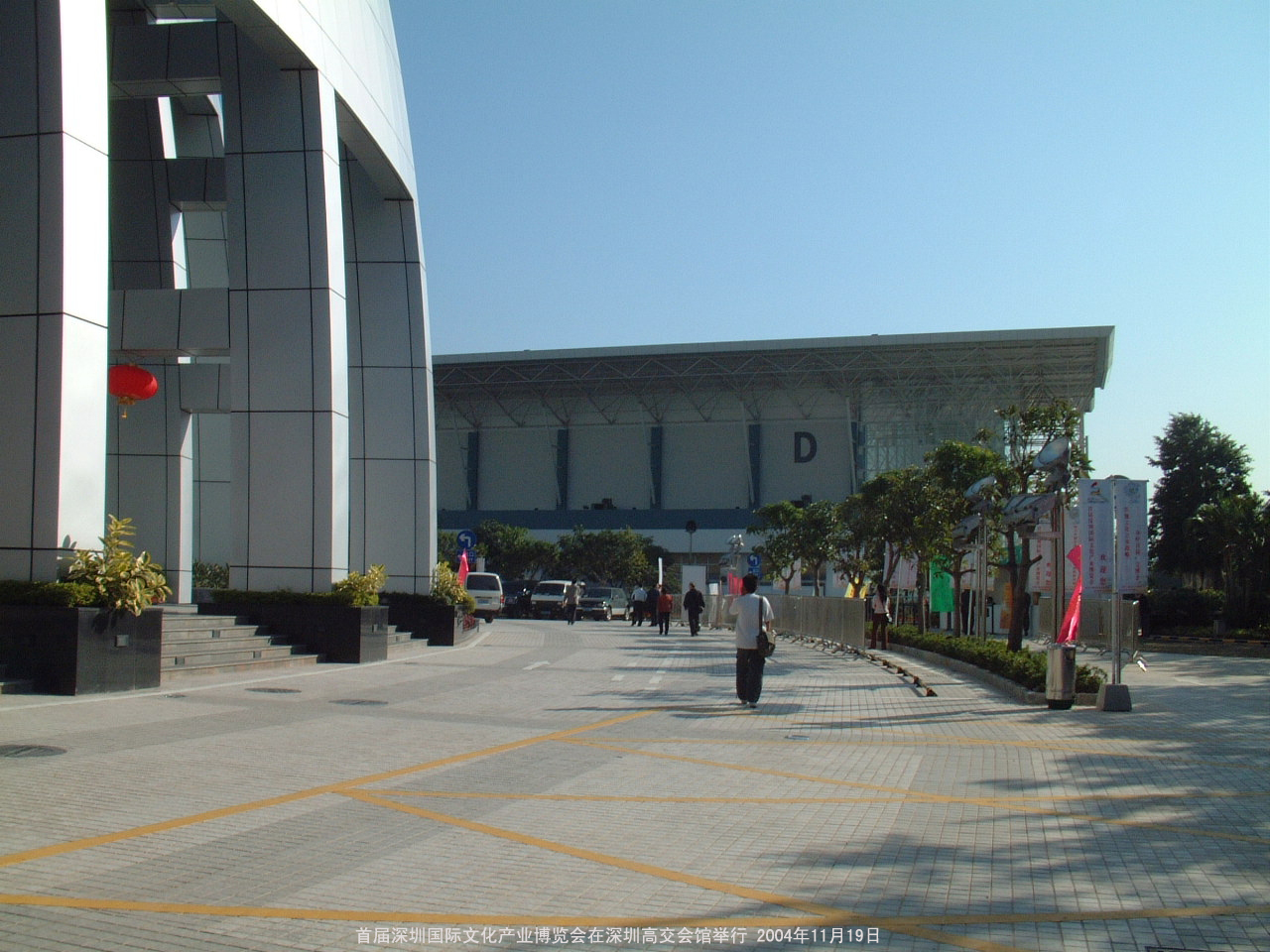
高交会馆（右侧，已拆除）

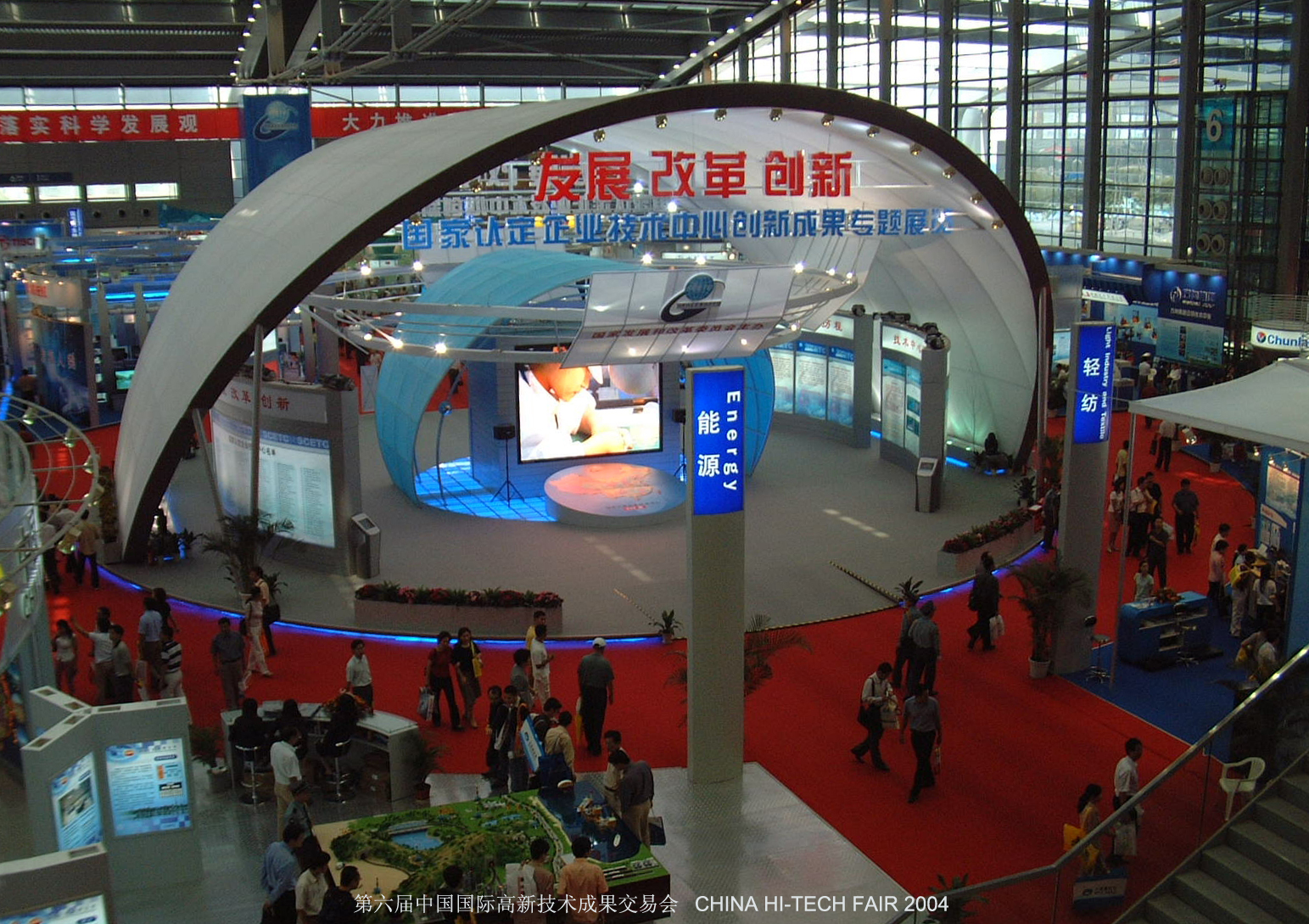
在高交会馆举行的2004年第六届高交会

1999年首届至2004年第六届高交会，均在位于深圳福田中心区深南大道北侧的中国国际高新技术成果交易会展览中心（简称“高交会馆”）举办。高交会馆占地面积约7.7万平方公里，是专门为高交会所建立的临时建筑。该展馆2006年被拆迁至龙岗区奥体新城，原址则用于兴建深圳证券交易所新址及平安金融中心等大廈，相应公交车站“高交会馆”亦被更名为“广电大厦”。

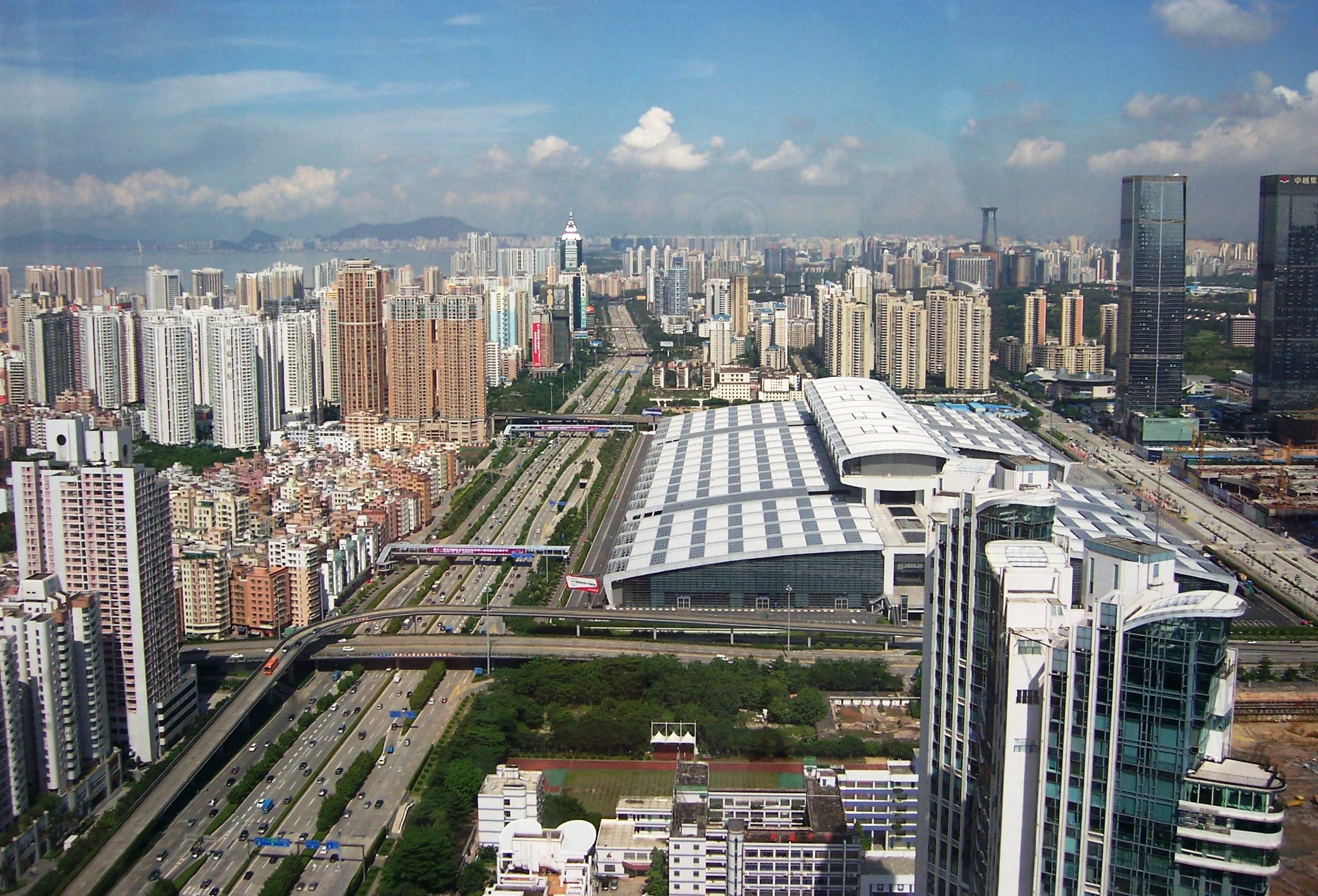
举办高交会的深圳会展中心

自2005年第七届起，高交会改于福田中心区福华三路深圳会展中心举行。